# Ciprus az 1992. évi nyári olimpiai játékokon
Ciprus a spanyolországi Barcelonában megrendezett 1992. évi nyári olimpiai játékok egyik részt vevő nemzete volt. Az országot az olimpián 8 sportágban 17 sportoló képviselte, akik érmet nem szereztek.

## Atlétika
Férfi
| Versenyző           | Versenyszám | Előfutam | Előfutam | Előfutam | Negyeddöntő | Negyeddöntő | Negyeddöntő | Elődöntő | Elődöntő | Elődöntő | Döntő   | Döntő    |
| Versenyző           | Versenyszám | Idő      | Hely.    | Össz.    | Idő         | Hely.       | Össz.       | Idő      | Hely.    | Össz.    | Idő     | Helyezés |
| ------------------- | ----------- | -------- | -------- | -------- | ----------- | ----------- | ----------- | -------- | -------- | -------- | ------- | -------- |
| Jánnisz Ziszimídisz | 100 m       | 10,51    | 4.       | 18.      | 10,65       | 8.          | 29.         | kiesett  | kiesett  | kiesett  | kiesett | kiesett  |
| Jánnisz Ziszimídisz | 200 m       | 21,51    | 4.       | 42.*     | kiesett     | kiesett     | kiesett     | kiesett  | kiesett  | kiesett  | kiesett | kiesett  |

| Versenyző           | Versenyszám | Selejtező | Selejtező | Döntő    | Döntő    |
| Versenyző           | Versenyszám | Eredmény  | Helyezés  | Eredmény | Helyezés |
| ------------------- | ----------- | --------- | --------- | -------- | -------- |
| Fótisz Sztefaní     | Rúdugrás    | 520 cm    | 26.*      | kiesett  | kiesett  |
| Máriosz Hadziandréu | Hármasugrás | 15,64 m   | 39.       | kiesett  | kiesett  |

Női
| Versenyző    | Versenyszám | Előfutam | Előfutam | Előfutam | Döntő   | Döntő    |
| Versenyző    | Versenyszám | Idő      | Hely.    | Össz.    | Idő     | Helyezés |
| ------------ | ----------- | -------- | -------- | -------- | ------- | -------- |
| Ándri Avraám | 10 000 m    | 34:06,66 | 19.      | 35.      | kiesett | kiesett  |

| Versenyző       | Versenyszám | Selejtező | Selejtező | Döntő    | Döntő    |
| Versenyző       | Versenyszám | Eredmény  | Helyezés  | Eredmény | Helyezés |
| --------------- | ----------- | --------- | --------- | -------- | -------- |
| Élli Evangelídu | Súlylökés   | 14,69 m   | 17.       | kiesett  | kiesett  |

* - egy másik versenyzővel azonos időt/eredményt ért el

## Birkózás
Szabadfogású
| Versenyző               | Versenyszám | Csoportkör                                                                         | Csoportkör | Helyosztók        | Helyosztók        | Helyosztók        | Bronz- mérkőzés   | Döntő             | Helyezés    |
| Versenyző               | Versenyszám | Csoportkör                                                                         | Csoportkör | 9. helyért        | 7. helyért        | 5. helyért        | Bronz- mérkőzés   | Döntő             | Helyezés    |
| Versenyző               | Versenyszám | Ellenfél Eredmény                                                                  | Hely.      | Ellenfél Eredmény | Ellenfél Eredmény | Ellenfél Eredmény | Ellenfél Eredmény | Ellenfél Eredmény | Helyezés    |
| ----------------------- | ----------- | ---------------------------------------------------------------------------------- | ---------- | ----------------- | ----------------- | ----------------- | ----------------- | ----------------- | ----------- |
| Konsztandínosz Iliádisz | 74 kg       | B csoport · Krzysztof Walencik (POL) · 0-8 · Milan Revický (TCH) · 0-3 (kétvállas) | 9.         | kiesett           | kiesett           | kiesett           | kiesett           | kiesett           | helyezetlen |

## Cselgáncs
Férfi
| Versenyző                   | Versenyszám | Selejtező         | 32-es főtábla                        | Nyolcaddöntő                     | Negyeddöntő       | Elődöntő          | Vigaszág első kör | Vigaszág nyolcaddöntő | Vigaszág negyeddöntő | Vigaszág elődöntő | Bronz- mérkőzés   | Döntő             | Helyezés |
| Versenyző                   | Versenyszám | Ellenfél Eredmény | Ellenfél Eredmény                    | Ellenfél Eredmény                | Ellenfél Eredmény | Ellenfél Eredmény | Ellenfél Eredmény | Ellenfél Eredmény     | Ellenfél Eredmény    | Ellenfél Eredmény | Ellenfél Eredmény | Ellenfél Eredmény | Helyezés |
| --------------------------- | ----------- | ----------------- | ------------------------------------ | -------------------------------- | ----------------- | ----------------- | ----------------- | --------------------- | -------------------- | ----------------- | ----------------- | ----------------- | -------- |
| Ilíasz Joánnu               | Harmatsúly  | erőnyerő          | Jean Pierre Cantin (CAN) · 0000-1000 | kiesett                          | kiesett           | kiesett           |                   |                       |                      |                   |                   |                   | 24.      |
| Hrisztódulosz Kaciniorídisz | Váltósúly   | erőnyerő          | Eric Bustos (BOL) · 1000-0000        | Anthonie Wurth (NED) · 0000-1000 | kiesett           | kiesett           |                   |                       |                      |                   |                   |                   | 18.      |

## Íjászat
Férfi
| Versenyző         | Versenyszám | Selejtező | Selejtező | Selejtező | Selejtező | Selejtező | Selejtező | Selejtező | Selejtező | Selejtező | Selejtező | Kieséses szakasz  | Kieséses szakasz  | Kieséses szakasz  | Kieséses szakasz  | Kieséses szakasz  | Helyezés |
| Versenyző         | Versenyszám | 30 m      | 30 m      | 50 m      | 50 m      | 70 m      | 70 m      | 90 m      | 90 m      | Pont      | Hely.     | 32-es főtábla     | Nyolcaddöntő      | Negyeddöntő       | Elődöntő          | Döntő             | Helyezés |
| Versenyző         | Versenyszám | Pont      | Hely.     | Pont      | Hely.     | Pont      | Hely.     | Pont      | Hely.     | Pont      | Hely.     | Ellenfél Eredmény | Ellenfél Eredmény | Ellenfél Eredmény | Ellenfél Eredmény | Ellenfél Eredmény | Helyezés |
| ----------------- | ----------- | --------- | --------- | --------- | --------- | --------- | --------- | --------- | --------- | --------- | --------- | ----------------- | ----------------- | ----------------- | ----------------- | ----------------- | -------- |
| Szímosz Szimónisz | Egyéni      | 323       | 74.       | 270       | 73.       | 286       | 74.       | 238       | 21.       | 1117      | 74.       | kiesett           | kiesett           | kiesett           | kiesett           | kiesett           | 74.      |

## Sportlövészet
Nyílt
| Versenyző            | Versenyszám | Selejtező | Selejtező | Elődöntő | Elődöntő | Döntő   | Döntő    |
| Versenyző            | Versenyszám | Pont      | Helyezés  | Pont     | Helyezés | Pont    | Helyezés |
| -------------------- | ----------- | --------- | --------- | -------- | -------- | ------- | -------- |
| Dimítriosz Lórdosz   | Trap        | 139       | 33.*      | kiesett  | kiesett  | kiesett | kiesett  |
| Andónisz Nikolaídisz | Skeet       | 145       | 25.**     | kiesett  | kiesett  | kiesett | kiesett  |

* - öt másik versenyzővel azonos eredményt ért el

** - hét másik versenyzővel azonos eredményt ért el

## Torna

### Ritmikus gimnasztika
| Versenyző         | Versenyszám | Selejtező | Selejtező | Selejtező | Selejtező | Selejtező | Selejtező | Selejtező | Selejtező | Selejtező | Selejtező | Döntő   | Döntő   | Döntő   | Döntő   | Döntő    | Döntő    | Döntő   | Döntő   | Döntő    | Döntő    | Helyezés |
| Versenyző         | Versenyszám | Karika    | Karika    | Kötél     | Kötél     | Buzogány  | Buzogány  | Labda     | Labda     | Összesen  | Összesen  | Karika  | Karika  | Kötél   | Kötél   | Buzogány | Buzogány | Labda   | Labda   | Összesen | Összesen | Helyezés |
| Versenyző         | Versenyszám | Pont      | Hely.     | Pont      | Hely.     | Pont      | Hely.     | Pont      | Hely.     | Pont      | Hely.     | Pont    | Hely.   | Pont    | Hely.   | Pont     | Hely.    | Pont    | Hely.   | Pont     | Hely.    | Helyezés |
| ----------------- | ----------- | --------- | --------- | --------- | --------- | --------- | --------- | --------- | --------- | --------- | --------- | ------- | ------- | ------- | ------- | -------- | -------- | ------- | ------- | -------- | -------- | -------- |
| Élena Hadziszávva | Egyéni      | 8,350     | 42.       | 8,450     | 42.       | 8,575     | 37.       | 8,400     | 41.       | 33,775    | 42.       | kiesett | kiesett | kiesett | kiesett | kiesett  | kiesett  | kiesett | kiesett | kiesett  | kiesett  | 42.      |
| Ánna Kímonosz     | Egyéni      | 8,650     | 40.       | 8,800     | 37.       | 8,700     | 32.*      | 8,875     | 33.*      | 35,025    | 38.       | kiesett | kiesett | kiesett | kiesett | kiesett  | kiesett  | kiesett | kiesett | kiesett  | kiesett  | 38.      |

## Úszás
Férfi
| Versenyző              | Versenyszám | Előfutam | Előfutam | Előfutam | Döntő   | Döntő   | Döntő   | Helyezés |
| Versenyző              | Versenyszám | Idő      | Hely.    | Össz.    | Típus   | Idő     | Hely.   | Helyezés |
| ---------------------- | ----------- | -------- | -------- | -------- | ------- | ------- | ------- | -------- |
| Sztávrosz Mihailídisz  | 50 m gyors  | 23,34    | 1.       | 20.      | kiesett | kiesett | kiesett | kiesett  |
| Sztávrosz Mihailídisz  | 100 m gyors | 52,54    | 4.       | 44.      | kiesett | kiesett | kiesett | kiesett  |
| Harálambosz Panajídisz | 100 m mell  | 1:06,19  | 4.       | 42.      | kiesett | kiesett | kiesett | kiesett  |

## Vitorlázás
Férfi
| Versenyző                       | Versenyszám    | Futam  | Futam | Futam | Futam | Futam | Futam | Futam | Pontszám | Helyezés |
| Versenyző                       | Versenyszám    | 1      | 2     | 3     | 4     | 5     | 6     | 7     | Pontszám | Helyezés |
| ------------------------------- | -------------- | ------ | ----- | ----- | ----- | ----- | ----- | ----- | -------- | -------- |
| Pétrosz Élton Nikólasz Epifaníu | 470-es osztály | (44,0) | 29,0  | 34,0  | 28,0  | 29,0  | 19,0  | 36,0  | 175,0    | 31.      |